# Apolonia Lapiedra
Samantha Sánchez Martínez (Hellín, Albacete, 27 de abril de 1992), más conocida como Apolonia Lapiedra, es una actriz pornográfica española. Debutó a comienzos de 2015, tras haber iniciado una relación con el director de cine adulto Ramiro Lapiedra. Debe su nombre artístico a un personaje de la película El padrino. En 22 de octubre de 2015, Apolonia hizo un casting con el director francés Pierre Woodman y grabó algunas escenas con él.
Trabajó en la agricultura antes de iniciar su carrera en el cine para adultos. Al cabo de pocos meses, su buena valoración por parte del público le ha permitido rodar para compañías como Mofos, Private, Bangbros, Joymii, Vivthomas, Sextar, Cumlouder, Metart o Wow Girls.
En octubre, ganó dos premios Ninfas en el Festival de cine erótico de Barcelona, uno de ellos a la mejor actriz revelación del año. También ha sido portada de la revista española Primera Línea y de la revista francesa Hot Video, especializada en el cine adulto europeo. Anunciando su retirada el 2020. En el año 2019 participó en la grabación del disco Ira Dei, de la banda española de Folk Metal, Mägo de Oz, apareciendo en un videoclip de la canción Te traeré el Horizonte y en el Lyric Video La Cantiga de las Brujas, siendo además la portada oficial del mismo disco.
En 2023 salta al mundo de los realities de la mano del formato de HBO Traitors España, en el que se clasificaría como la sexta finalista.

## Premios
- 2015: Premio Ninfa (Festival de cine erótico de Barcelona) a la Mejor escena amateur por "El primer anal de Apolonia", del director Pablo Ferrari.
- 2015: Premio Ninfa a la Mejor actriz revelación del año.
- 2017: Premio Ninfa a la Mejor actriz del año.
- 2017: Premio Ninfa a la mejor escena Lésbica, dirigida por Ramiro Lapiedra.
- 2017: Nominada a los Premios AVN 2017 a Mejor actriz extranjera y Mejor escena de realidad virtual.
- 2017: Nominada a los Premios XBIZ 2017 a Mejor actriz extranjera.